# Stazione di Nola (Circumvesuviana)
Stazione di Nola (Circumvesuviana) vasútállomás Olaszországban, Nola településen.

## Vasútvonalak
Az állomást az alábbi vasútvonalak érintik:
- Nápoly–Nola–Baiano-vasútvonal

## Kapcsolódó állomások
A vasútállomáshoz az alábbi állomások vannak a legközelebb:
- Stazione di Cimitile
- Stazione di Saviano